# Elisabeth Mandaba
Elisabeth Mandaba (sinh ngày 7 tháng 6 năm 1989) là một vận động viên chạy cự ly trung bình đến từ Cộng hòa Trung Phi.  Tại Thế vận hội Mùa hè 2012 và Thế vận hội Mùa hè 2016, cô đã thi đấu ở nội dung 800 mét nữ.
Cô sinh ra ở Bangui. Cô cũng đại diện cho đất nước của mình tại Giải vô địch thế giới 2013 về điền kinh và Đại học mùa hè 2013, lập kỷ lục quốc gia 58,35 giây trong 400 mét ở sự kiện sau đó.
Năm 2016, cô lập kỷ lục quốc gia cho 800m với thời gian 2: 11,70.